# 이치타로
이치타로(一太郎, いちたろう)는 일본의 저스트시스템(ジャストシステム)사의 상용 소프트웨어이자 일본어 워드프로세서 프로그램이다.한때 리눅스용 도있었으나 현재는 윈도우용만 나오며 확장자는( JusTsystems  Document) jtd이다.
1983년 10월에 이치타로가 출시하였다.

## 같이 보기
- 한/글
- 마이크로소프트 워드